# چاووش از درآمد تا فرود
چاووش از درآمد تا فرود یک فیلم مستند ایرانی به کارگردانی آرش رئیسیان و هانا کامکار است. این مستند در خصوص کانون فرهنگی و هنری چاووش، خصوصاً گروه موسیقی آن است. این هنرمندان بعدها به دو گروه شیدا و عارف تقسیم شدند که مهم‌ترین جریان هنری در عرصهٔ موسیقی سنتی ایران در سال‌های پس از انقلاب ۱۳۵۷ را تشکیل دادند. این مستند در مصاحبه با هنرمندان موسیقی ایرانی در سال‌های ۱۳۸۱ و ۱۳۸۲ ضبط شده و در سال ۱۳۹۶ آماده پخش شد. چاووش از درآمد تا فرود در مرداد ۱۳۹۷، در گروه سینمایی «هنر و تجربه» به اکران رسید. سرانجام نسخهٔ فیزیکی این اثر پس از ۱۷ سال، در مرداد ۱۳۹۸ منتشر شد.
این مجموعه به بازخوانی آثار موسیقایی سال‌های انقلاب ۱۳۵۷ و پیرو آن جنگ ایران و عراق می‌پردازد. آثاری که نقش مستقیم در حوادث انقلاب و جنگ داشتند و از آن حوادث تأثیر می‌پذیرفتند. در این مستند از محدود شدن موسیقی در جامعه در سال‌های پس از انقلاب و رفتن اجباری هنرمندان از ایران و بازگشت دوباره ایشان به ایران، سخن گفته می‌شود. این فیلم در سال ۱۳۹۸، نامزد بهترین مستند در نوزدهمین جشن حافظ شد.

## دربارهٔ این مستند
شهرام ناظری در این مستند به ریشه‌های شکل‌گیری تصنیف کاروان شهید می‌پردازد. محمدرضا شجریان به تفاوت دیدگاه محمدرضا لطفی و حسین علیزاده در خصوص نوآوری در موسیقی سنتی ایران سخن گفته‌است.. دو اساس‌نامه گروه چاووش در این مستند مورد بررسی قرار می‌گیرد. با توجه به این مستند اساسنامه دوم از دلایل جدا افتادگی موسیقی‌دانان پس از پایان دهه ۱۳۶۰ در پی بازگشت مجدد به کشور است.